# Resonance (jeu vidéo)
Pour les articles homonymes, voir Résonance (homonymie).
Resonance est un jeu vidéo d'aventure en pointer-et-cliquer développé par XII Games et édité par Wadjet Eye Games, sorti en 2012 sur Windows.

## Accueil
- Adventure Gamers : 4,5/5[1]
- Jeuxvideo.com : 16/20[2]